# 2021年聯合國氣候變化大會
第26屆聯合國氣候變化大會（簡稱：COP26）於2021年11月1日至11月12日在蘇格蘭格拉斯哥舉行，由英國中央政府（聯同蘇格蘭自治政府）與意大利政府合作舉辦。是次會議共合併三個國際公約締約國會議，包括：《联合国气候变化框架公约》 第26次缔约國會議、《京都议定书》第16次締約國會議（CMP16）以及《巴黎協定》第三次締約國會議（CMA3）。會議原定早於2020年11月在同一會場舉行，但鑑於2019冠狀病毒病疫情，被延後一年。
2021年11月13日，會議通過《格拉斯哥气候公约》，公約要求维持巴黎协定要求把全球气温升高幅度控制在1.5摄氏度以内的目标以及逐步减少煤炭使用。

## 背景

### 主辦國

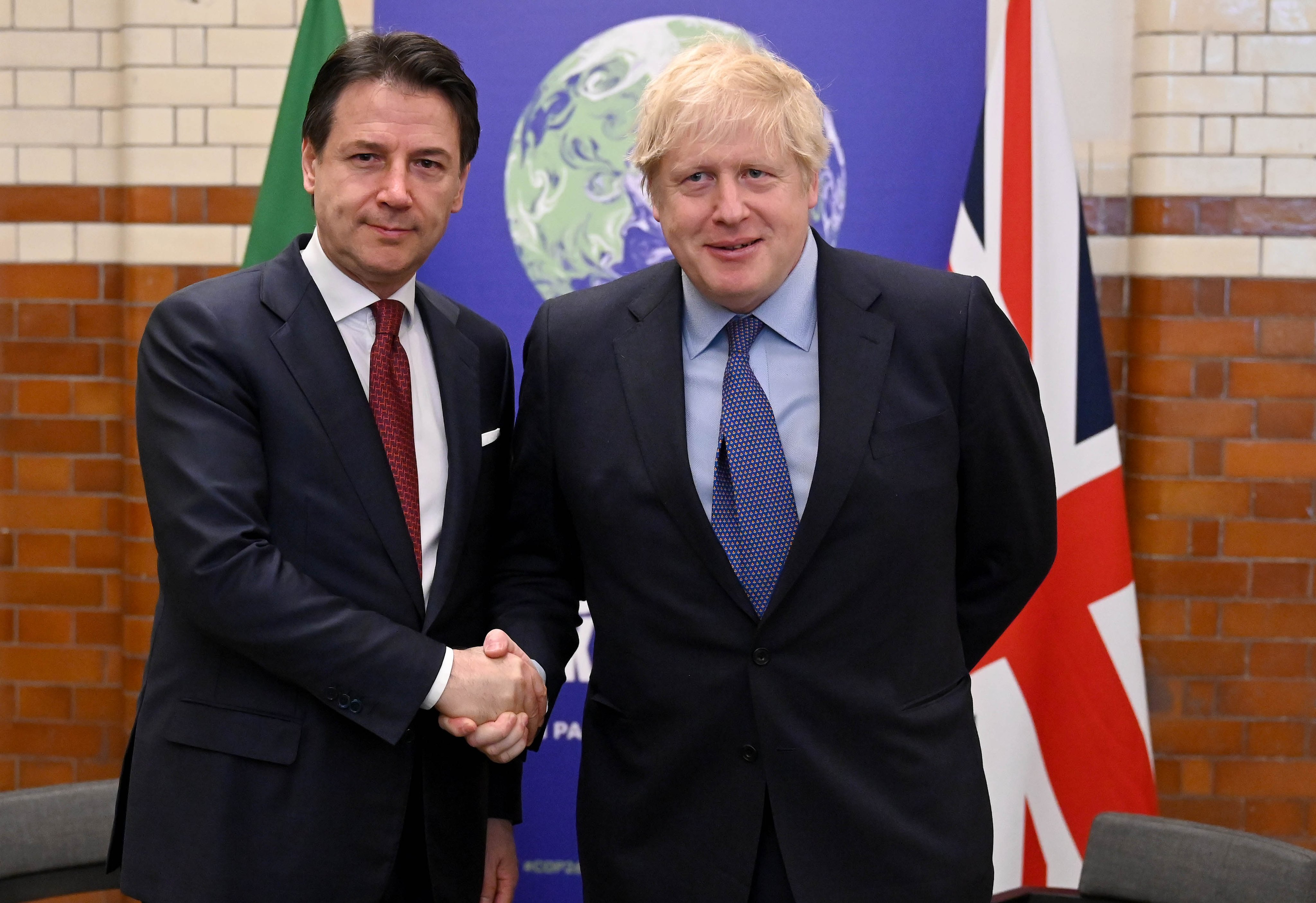
2020年2月，時任義大利總理朱塞佩·孔蒂(左)和英国首相鮑里斯·強森(右)，在倫敦的COP26啟動儀式上合照

直至COP27舉辦之前，英國都擁有COP26主辦權。起初大會主席出任人選為能源與清潔發展事務國務大臣克萊爾·佩里，但在她卸任國會議員後，於2020年1月31日被解除主席職務。前首相大衛·卡麥隆與前外交大臣威廉·海格皆拒絕承接此一職務。2020年2月13日，商務能源及與產業發展大臣阿洛克·夏爾馬被任命為大會主席。2021年1月8日，為了全心投入COP26之主辦工作，夏爾馬轉任至英國內閣辦公室廳，其商務能源及與產業發展大臣職務由夸西·夸騰接任。另外，氣候變遷行動組織「We Mean Business（我們來真的）」前總裁奈杰尔·托普則被任命為COP26英國政府氣候行動高階宣導者。義大利和英國合作領跑COP26，經常一起進行前置作業，例如2020年9月28日～10月2日於米蘭，主持氣候變遷大會的籌備會議(pre-COP)，並舉行「青年為氣候行動：鬥志昂揚」（Youth4Climate: Driving Ambition）活動。

### 延期
由於 COVID-19 大流行，原訂2020年4月舉辦的會議被延後到2021年10 月31日至11月12日。主辦國英國和義大利都受到了疫情的嚴重影響，而會議地點蘇格蘭格拉斯哥的SEC中心也於2020年5月被改建為COVID-19患者的臨時醫院。

### 贊助商
先前的大會曾經由化石燃料公司贊助。為了避免瓜田李下，英國政府要求贊助商「必須做出真正的承諾，以幫助他們在不久的將來達到淨零排放」。第一批主要合作夥伴為蘇格蘭電力、英國國家電力供應公司 （页面存档备份，存于）和國民西敏銀行。

## 會議地點及與會情形

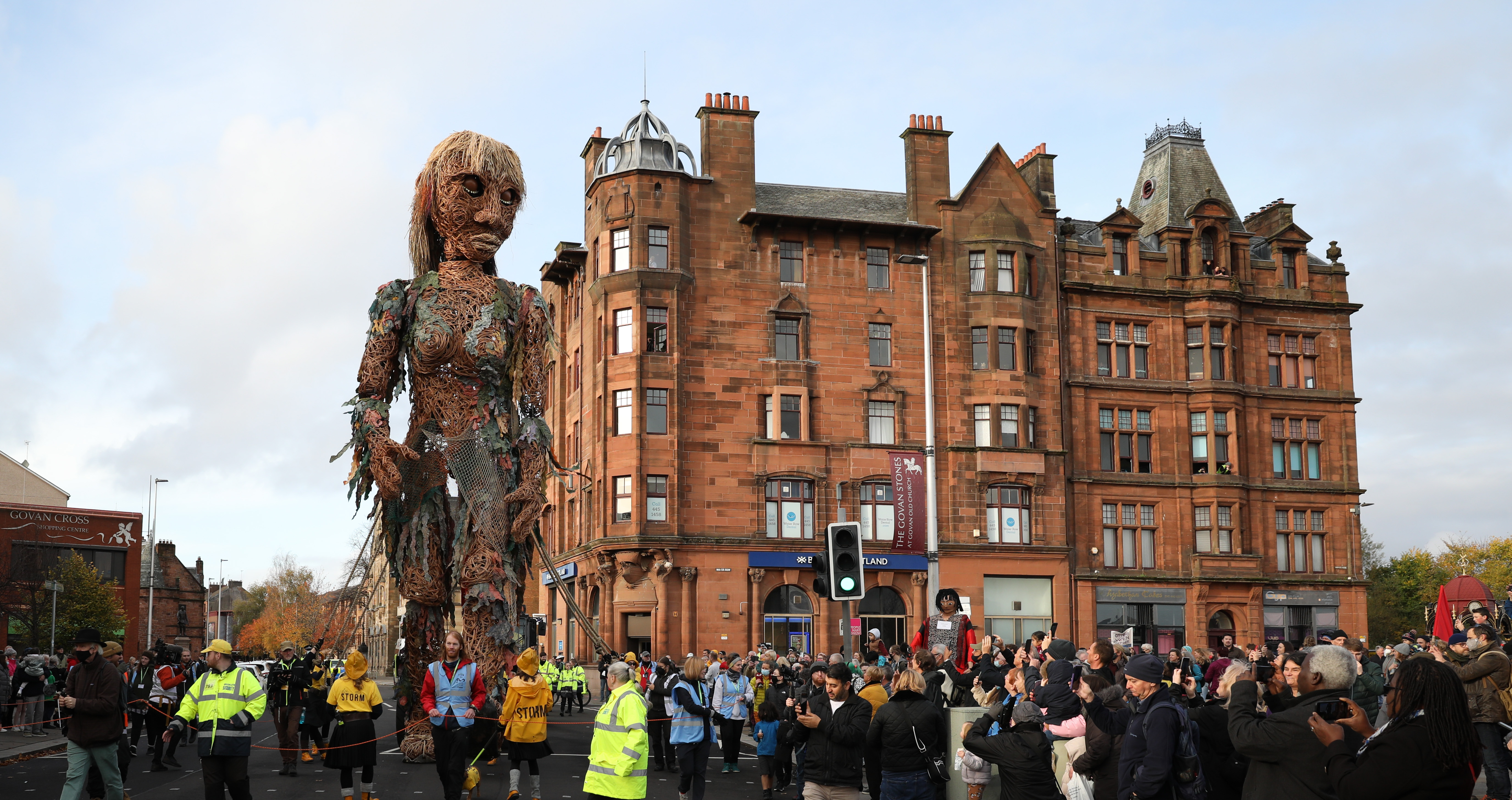
回收材料製成的海洋女神木偶於格拉斯哥遊行

峰會開始前，格拉斯哥及其周邊地區的議會承諾未來十年將種植1,800萬棵樹，即克萊德氣候森林（CCF），預計將把大格拉斯哥周邊城市的森林覆蓋率提高到20%。
2021年9月，氣候行動網（Climate Action Network）敦促大會：即使COVID-19疫情造成旅行限制，仍需確保與會者能夠出席。由於會議前的幾個月，英國政府對某些國家實施了旅行限制，且某些場所也需要出示COVID-19疫苗護照。批評者認為全球COVID-19疫苗的分配不均，將使得較貧窮國家的代表無法出席，而這些國家正是受氣候變化影響最劇烈的。英國隨後放寬了代表團的旅行規定。由於COVID-19 的旅行限制，只有四個太平洋島國派出了完整代表團，大多數島國被迫派出較小規模的團隊。
2021年6月4日，根據「氣候時鐘」倡議，在格拉斯哥托博特（Glasgow Tolbooth）的尖塔塔身投放了夜間燈光，分別是「1.5 °C全球暖化倒數期限」和「生命線數據(可再生能源提供的全球能源百分比)」。主場地分為藍區—暫時做為聯合國領地—蘇格蘭會展會議中心（SEC），以及綠區—格拉斯哥科學中心。
本次高峰會據稱使用了「英國最清潔的電力」，因為70%的電力來自托尼斯（Torness ）和亨特斯頓B核電廠（Hunterston B）的低碳核能，其餘30%多來自風力發電。

### 醫療照護
大會的醫療服務由英國蘇格蘭即時護理協會（BASICS Scotland）、Amvale Medical救護運輸公司和蘇格蘭救護車服務機構(Scottish Ambulance Service）提供。會議期間，蘇格蘭政府的國家臨床主任Jason Leitch和蘇格蘭議會議員Humza Yousaf都視察了醫療中心。

### 出席者

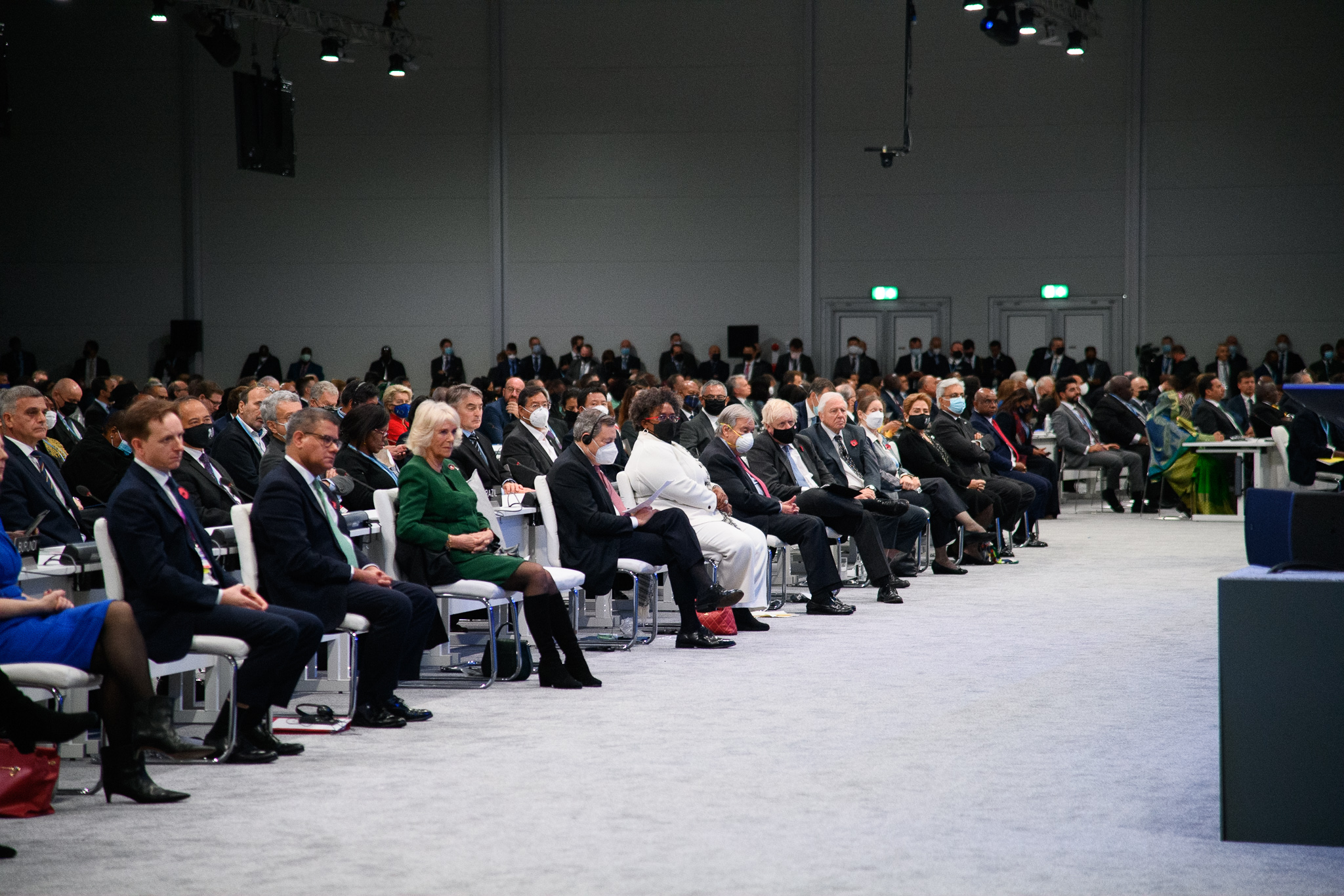
世界各國領導人出席峰會開幕式

約 200個國家共 2.5萬位代表出席，120位國家元首蒞臨現場。出席會議的有：聯合國秘書長安東尼奧·古特雷斯、美國總統喬·拜登、加拿大總理賈斯汀·特魯多、荷蘭總理馬克·呂特、埃及總統阿卜杜勒·法塔赫·塞西、歐盟執委會主席烏蘇拉·馮德萊恩、法國總統埃馬艾曼紐·馬克宏、德國總理安格拉·梅克爾、西班牙總理佩德羅·桑切斯、印度總理納倫德拉·莫迪、印度尼西亞總統佐科·維多多、以色列總理納夫塔利·貝內特、日本首相岸田文雄、尼日利亞總統穆罕默杜·布哈里、波蘭總理馬特烏什·莫拉維茨基、瑞典總理斯特凡·勒文、烏克蘭總統弗拉迪米爾·澤倫斯基、美國前總統巴拉克·奧巴馬和被任命為COP26民眾倡導者的英國廣播員和自然歷史學家大衛·艾登堡。
澳大利亞總理斯史考特·莫里森有發言。捷克總理安德烈·巴比什則譴責歐盟「綠色新政」中的「Fit for 55草案」，認為「沒有中國或美國這些最大污染國的參與，歐盟將一事無成」。

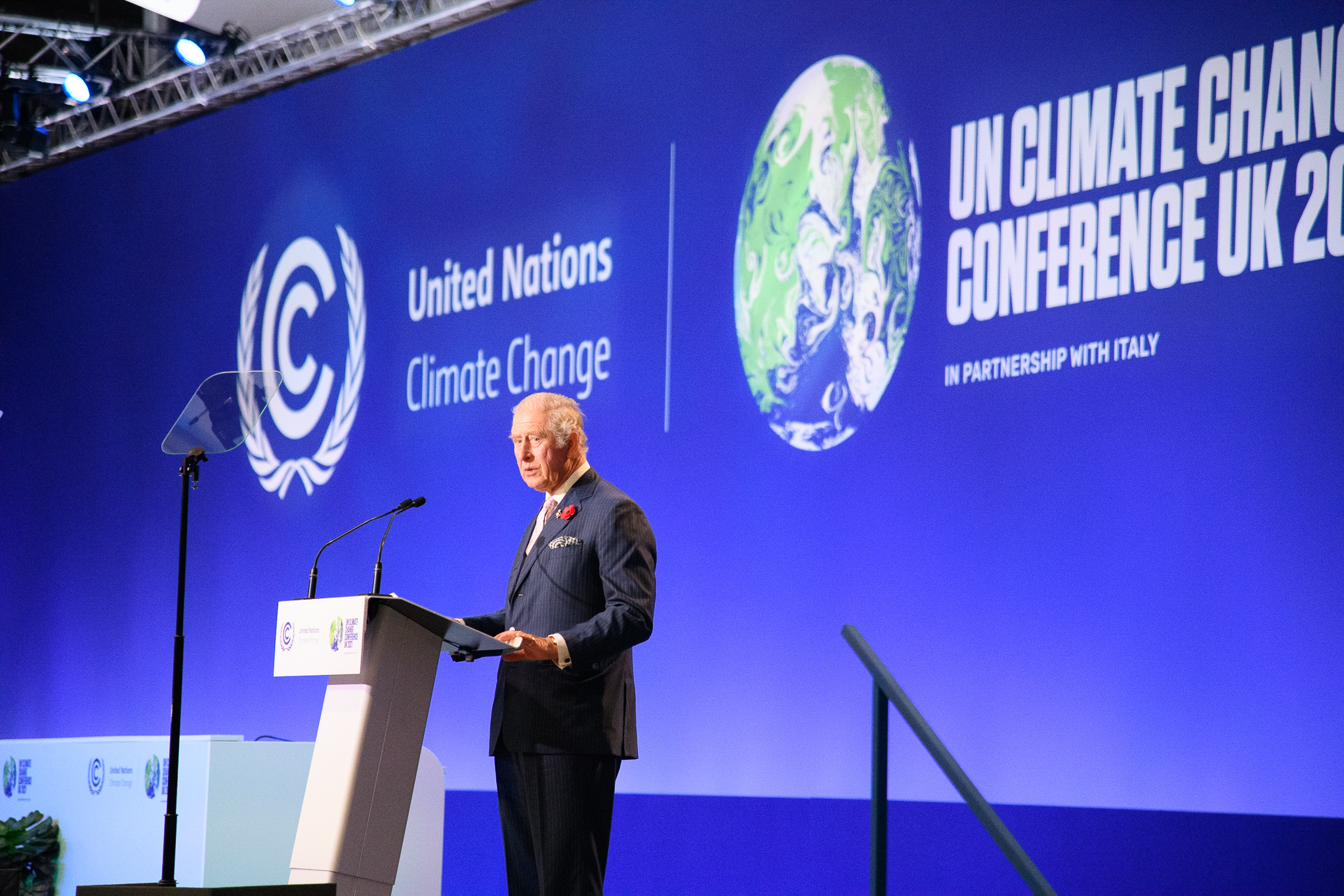
英國查爾斯王子在開幕式上致辭

查爾斯王子在開幕式上致辭。伊麗莎白女王雖依醫囑休息，仍以預錄影片發表談話。比爾·蓋茨則呼籲通過「綠色工業革命」來戰勝氣候危機。
化石燃料工業是此次會議最大的代表團，官方認定的有503人。

### 未出席者
2021年11月，中國領導人習近平宣布不出席會議，而是發表書面談話，因為大會沒有安排錄影談話。路透社認為，由於中國的溫室氣體排放量為世界第一，中國缺席習將使得會議不大可能達成重要氣候協議。時任美國總統拜登在當日記者會公開批評習近平的缺席，不過峰會東道主英國首相約翰遜表示沒有親身出席峰會是基於疫情理由，外界應該尊重這個決定，同時指出習的缺席不代表中國沒有參與。中國氣候變遷特使解振華率領的中國代表團也出席了峰會，並且出乎意料地於11月11日和美國發表聯合聲明──即《美中關於在2020年代強化氣候行動的格拉斯哥宣言》（U.S.-China Joint Glasgow Declaration on Enhancing Climate Action in the 2020s），雙邊協定於2021-30年間合作防止氣候變遷。
俄羅斯總統弗拉基米爾·普京表示因擔憂COVID-19 大流行而缺席。他的缺席成為被美國總統拜登攻擊的理由。另外南非、沙特阿拉伯、伊朗、墨西哥、土耳其、馬來西亞和梵蒂岡的總理或元首均未出席會議。巴西總統雅伊爾·博索納羅因亞馬遜雨林砍伐問題不斷加劇而飽受國際譴責， 決定不出席峰會。
緬甸和阿富汗都缺席會議，這是因為兩國原本被聯合國承認的政府在2021年遭到軍事政變及內戰，令到原政府倒台。六名屬於原阿富汗政府的氣候專家也被聯合國氣候變遷綱要公約締約方（UNFCCC）拒絕了申請。此外，島國基里巴斯沒有派員參加，其周邊島國瓦努阿圖和薩摩亞有報名但沒有派出代表團。

## 棘輪機制
「棘輪機制」是個非正式術語，描述《巴黎氣候協定》各簽約國對其自訂減排目標，每隔五年就要校正與互相溝通，讓氣候變化之應對計劃及承諾漸進地增強，如同棘輪可使線性運動保持方向一致並防止傳動機件逆行。簽訂《巴黎氣候協定》的各國都承諾了「國家自主貢獻」（NDC）以限制溫室氣體排放，並在此框架中每五年就增加提交NDC，採取更多行動，突顯減排雄心。《巴黎協定》簽署於COP21，意味著2020年COP26將是第一次增加NDC。哪怕COVID-19大流行已經讓COP26延後一年，數十個國家直到2021年10月上旬都沒有更新NDC。
各國履行《巴黎協定》的集體進度，無論是氣候減緩、氣候適應、金流、執行或支援手段，將透過《巴黎協定全球盤點》（GST）來衡量成效，第一次全球盤點該於2023年完成。

## 協議成果—格拉斯哥氣候公約
2021年11月13日，197個與會國家為了避免氣候變遷危機，共同通過新協議：《格拉斯哥氣候公約》。
此公約一則重申《巴黎協定》的降溫目標，以工業革命前的平均值為準，努力將全球平均氣溫上升的幅度控制在2℃之內，長期來看最好是控制升幅在1.5℃之內。二則呼籲各國要深刻體認，想把全球暖化限制在1.5 °C之內，必須快速、深入且持續地減少全球溫室氣體排放，以2010年平均值為準，必須在2030年前將全球二氧化碳排放量減少45%，並在2050年左右達到淨零排放，其他溫室氣體排放也要大幅減少。另一方面，實現了目標並不能保證什麼，因為按照現在的排放量來看，就算達標，2030年的排放量還是比2010年平均值高出了14%。
之前的COP協議都沒有討論煤炭、石油或天然氣，甚至是化石燃料這些氣候變化的驅動主因，而《格拉斯哥氣候公約》則明確提及影響氣候變遷的最大單一因素：日益嚴重的煤炭使用，這也是有史以來第一個擺明了要減少使用煤炭能源的氣候協議。只是協議中的措辭從原本的「逐步淘汰」（phase out）煤能，改成了「逐步減少」（phase down）煤能，從這些字眼可以看出，若能使用碳捕捉技術達成淨零排放的話—例如在能源轉換過程中，將二氧化碳加以分離與收集，儲存於地質構造中以達到碳中和—就不用減少煤能。話雖如此，碳捕捉和儲存技術對於大多數燃煤發電廠而言還是太過昂貴。
140多國家承諾要達到淨零排放，這些國家的國民生產毛額占了世界生產總值的90%。
包括巴西有100多個國家承諾2030年前停止濫伐森林。
最終版《格拉斯哥氣候公約》倡言：「加速淘汰成效不彰的化石燃料補貼」。加拿大（化石燃料融資的主力）、法國、德國、義大利和西班牙（歐盟最大融資國）等34國的銀行和金融機構承諾，如果未經明確限制與規範以合乎《巴黎協定》的目標和1.5 °C升溫門檻，2022年底前將停止融資給治絲益棼的化石燃料能源產業，並增加永續發展專項的融資。
40多個國家承諾逐步禁用煤炭。
美國和中國達成雙邊協議，合作遏制氣候變化，包括甲烷減排、逐步淘汰煤炭和森林保護等措施。
印度承諾2030年前全國50%電力將來自再生能源，並於2070年前實現碳中和。
24個已開發國家政府和主要汽車製造商（通用汽車、福特、富豪、比亞迪汽車、捷豹路虎、賓士等）承諾：2040年前逐步停止生產燃油車和廂式貨車，全球主要市場更要提早於2035年前達標。但是中國、美國、日本、德國和韓國等主要汽車製造國以及汽車大廠（豐田、福斯、日產-雷諾-三菱、斯泰蘭蒂斯、本田和現代）則尚未簽署該承諾。
宣布新承諾以提供財政援助來減緩和適應氣候變遷。
氣候行動追踪組織（Climate Action Tracker）在2021年11月9日發表最新評估：在當前政策下，全球氣溫至本世紀末將上升2.7 °C；如果僅實現2030年的承諾，氣溫將上2.4 °C；如果還實現長期目標，氣溫將上升2.1 °C；如果完全實現所宣布的目標，氣溫將上升1.8 °C。

## 谈判

### 伐林
包括加拿大、俄羅斯、剛果和美國在內的100多位國家領導人同意於2030年前停止砍伐森林，這是2014年《紐約森林宣言》的進化版，多了巴西、印尼與多家企業與資金投入。《紐約森林宣言》簽署方承諾於2020年前將森林砍伐率減半，到2030年完全停止砍伐，並恢復數億畝已退化的土地。結果2014-2020年階段，森林砍伐量反而增加了。
印度尼西亞環境部長Siti Nurbaya Bakar表示：「強迫印尼在2030年前實現森林零砍伐明顯是不恰當不公平的。」她認為森林砍伐有多種定義，但是任何協議都不該影響經濟增長。

### REDD氣候政策
2007年12月聯合國響應COP13與峇里島行動計劃，啟動了「減少毀林及森林環境劣化造成的溫室氣體排放計畫」（UN-REDD Programme，簡稱REDD），企圖與發展中國家合作建立多邊架構，以減少伐林和林地退化所導致的溫室效應，實施原則是提供財務經濟誘因，鼓勵各國保有林地，以碳匯（Carbon Sink）為目的，減少森林砍伐。
2009年12月第13屆世界林業會議和UNFCCC非正式長期行動合作工作小組都提出了REDD+，即在REDD基礎上，加上森林復育與永續森林管理的概念與方案，是UNFCCC締約方自願議定的減緩氣候變化方案。
雖然REDD和REDD+本質上有所不同，目標都是在促進國家永續發展的同時，減少毀林溫室排放並增加森林碳儲存量。
批評REDD機制的人認為，碳權系統本身就有致命缺陷，就算已經投入數億美元，仍然無法保護熱帶雨林，反而讓森林濫伐與溫室氣體排放合法化。也有人認為REDD是成功的，因為這項倡議使國際氣候談判能聚焦於熱帶雨林的困境，REDD成果之所以不明，是受限於政治支持度低與資金有限，非戰之罪。
REDD氣候政策透過「為森林定價」概念，導入碳交易機制，以付錢的方式來勸阻伐林與森林破壞，其成果與前景尚有討論空間，COP26是否會繼續為REDD背書，將直接影響到各國限制伐林的承諾。

### 巴黎協定第六條
COP26特別討論《巴黎協定》第六條，因為這是協定中一直無法達成共識的最後拼圖。第六條處理的是全球碳市場系統（如減伐協議中的森林碳匯）和國際合作方式。儘管締約方原則上同意避免重複計算，即某個國家抵換出售減排量給另一國家時，不可以將這些減排量也算入本國的減排目標，問題在於根本弄不清楚到底有多少是重複計算。
討論過程還追溯了2020年前的京都議定書碳信用額度，起初似乎很難達成共識，因為各國對於是否沿用京都議定書清潔發展機制（CDM）的「認證減排量」（Certified Emission Reduction，簡稱CERs ）歧見甚深，遑論共同減量機制（JI）、總體減緩（Overall mitigation）、調適占比（Adaptation share）、社會和環境保障或聖荷西原則（San Jose Principles）等等議題。不過COP26最終仍達成協議，以2013年1月1日為過渡截止日，在此日期後的CERs方能在國際間交易。雖然許多團體表示不滿，第六條總算拍板定案。

### 財政支援
融資給「氣候適應和減緩方案」也是主要談判議題—減緩主要是指減少人類活動帶來的溫室氣體排放，從而緩和全球氣候變化的程度；適應是指主動或被動地採取行動和措施，以減少氣候變化造成的影響。貧窮國家想要更多資金進行「氣候適應」計畫，而捐助者傾向提供資金給「氣候減緩」方案，因為更有機會獲利。英格蘭銀行前行長馬克·卡尼（Mark Carney）被任命為氣候方案融資顧問。巴黎協議定於2020年前為發展中國家提供每年1000億美元的氣候資金。但富裕國家未能兌現這個承諾，因為其中最大宗的「經濟合作暨發展組織」（OECD）跳票，2023年前不大可能達到議定金額。某大型金融集團承諾於2050年實現「淨零排放投資組合和貸放簿」計畫。蘇格蘭則成為第一個捐款給「氣候損害賠償基金」（loss and damage fund）的國家，捐助金額為268萬美元。

### 煤炭
南非將獲得85億美元補助以減少該國對煤炭的依賴，但對於封存礦山、安置礦工並提供在地社區支持的細節卻很少。智利、波蘭、烏克蘭、韓國、印度尼西亞和越南等煤炭生產國同意在2040年前針對世界主要經濟體逐漸減少煤炭供給，對較貧窮國家的減供期限則為2050年前。煤炭減供的對象固然涵蓋了世界上最密集使用煤炭的國家，卻沒有納入真正的大戶：中國、美國、印度、澳大利亞和俄國等。日本承諾雖然仍會使用化石燃料，但是將投資1億美元轉型成使用氨氫永續燃料 （页面存档备份，存于）。前期草案中「逐步淘汰」煤炭条款因印度与中国的反对，最终同意修改为「逐步减少」使用煤炭。

### 甲烷
美國和許多國家都同意限制甲烷排放，80多國簽署了全球甲烷承諾，將於2030年前減少30%甲烷排放量。美國總統和歐洲領導者表示，處理強效溫室氣體對「1.5 °C升溫限制」而言至關重要。澳大利亞、中國、俄羅斯、印度和伊朗雖名列十大甲烷排放國卻沒有簽署該協議。
俄國反而要求解除對俄羅斯天然氣工業股份公司（Gazprom）等能源公司的制裁，以利這些公司的綠能項目投資。俄國氣候特使Ruslan Edelgeriyev指責西方國家表裡不一：「要俄國減少甲烷洩漏，卻又因為2014年克里米亞事件而制裁Gazprom，不該把制裁和氣候混為一談。」

### 淨零排放
許多與會國家都承諾要實現淨零排放，承諾較具體的有印度和日本。依轄區劃分來看，印度是全球第三大的二氧化碳排放國，訂定最新目標打算在2070年前實現淨零排放。日本則將額外提供100億美元的資金來支持亞洲區減少碳排。全球最大的二氧化碳排放國中國（依轄區）於2022年10月承諾在2060年前要實現淨零排放，當時英國相信印度也會做出類似承諾，不過這是印度第一次將碳中和納入氣候政策的目標，成效待觀。
「綠氫」（Green hydrogen ）成為新興領域，有助於產業本質上難以減排的公司減少碳排。

### 氣候適應
C40大城市氣候領導聯盟（ C40 Cities Climate Leadership Group）中各大城市市長（例如伊斯坦堡市長埃克雷姆·伊馬姆奧盧）也關注氣候變化，呼籲適應城市的氣候適應方案要做得更多，特別是低收入國家。

### 社會與經濟轉型

#### 農業
包括英國、美國、日本、德國、印度、印尼、摩洛哥、越南、菲律賓、加蓬、埃塞俄比亞、加納和烏拉圭在內的45個國家，承諾提供40億美元以上的資金推動永續農業轉型。但是「慢食」組織擔心投資是否有效，因為各國都著力在技術方案和造林，而非考量整體農業生態學—把糧食從大規模生產的商品轉變為大自然永續系統運作的一環。

#### 交通工具
批評者認為會議都聚焦在電動車和運輸工具電氣化的相關承諾，卻沒有對「永續交通」進行更妥善的投資或政策規劃，重點根本沒放在大眾運輸和自行車上。

#### 化石燃料
2022年11月10日發布的草案要求各國政府加速逐步淘汰化石燃料，並取消對相關產業的補貼，因為那是全球人為溫室氣體排放的最大來源，但是以化石燃料為經濟命脈的國家紛紛反對。

## 當地反應

### 會議開始前後
商界領袖和政治家如傑夫·貝佐斯、查爾斯王子、鮑里斯·約翰遜、喬·拜登和安吉拉·梅克爾等都搭乘私人飛機前往格拉斯哥，評論家和活動參與者加以指責：倡導碳中和的會議卻出現了搭乘私人飛機這種不環保行為實在很虛偽。結果前前後後約有400架私人飛機抵達格拉斯哥進行會談。
英國廣播公司2021年10月報導，大量文件顯示阿拉伯、日本和澳大利亞等國家要求聯合國不要太強調加速汰除化石燃料的必要性；文件還說瑞士和澳大利亞等富裕國家對於支付更多費用給貧窮國家轉型使用環保新科技表示懷疑。BBC另報導有遊說團體在質疑COP26。澳大利亞政府則被批評太巴結Santos （页面存档备份，存于）石油天然氣開採公司，不但把Santos當作峰會期間澳洲展館的門面，還過於恭維其碳捕捉技術，該督促Santos讓減碳目標和企業能力相符、承諾減少甲烷排放和逐步淘汰煤炭反倒沒做。
會議召開前有媒體採訪瑞典環保少女格蕾塔·童貝里，問到對會議成果樂不樂觀，她回答：「跟前幾年一樣了無新意。各國領導人說『我們會做這個、做那個，同心協力實現目標』，然後卻什麼也沒做。只唬弄一堆象徵符號和巧妙公式，真正有效的東西一點兒都沒有。他們想開多少場COP就開吧，但不會有任何實際效果的。」還有人聽到伊麗莎白二世女王在熱麥克風時脫口而出的憂心之語：「言之夸夸，光說不練，著實惱人。」

### 抗議群眾
會議伊始11月1日「氣候大罷課」（Fridays for Future）抗議活動中，環保人士格蕾塔·童貝里就開始批評峰會：「這次COP26和之前的COP都如出一轍，只會把我們帶進死胡同，死路一條。」

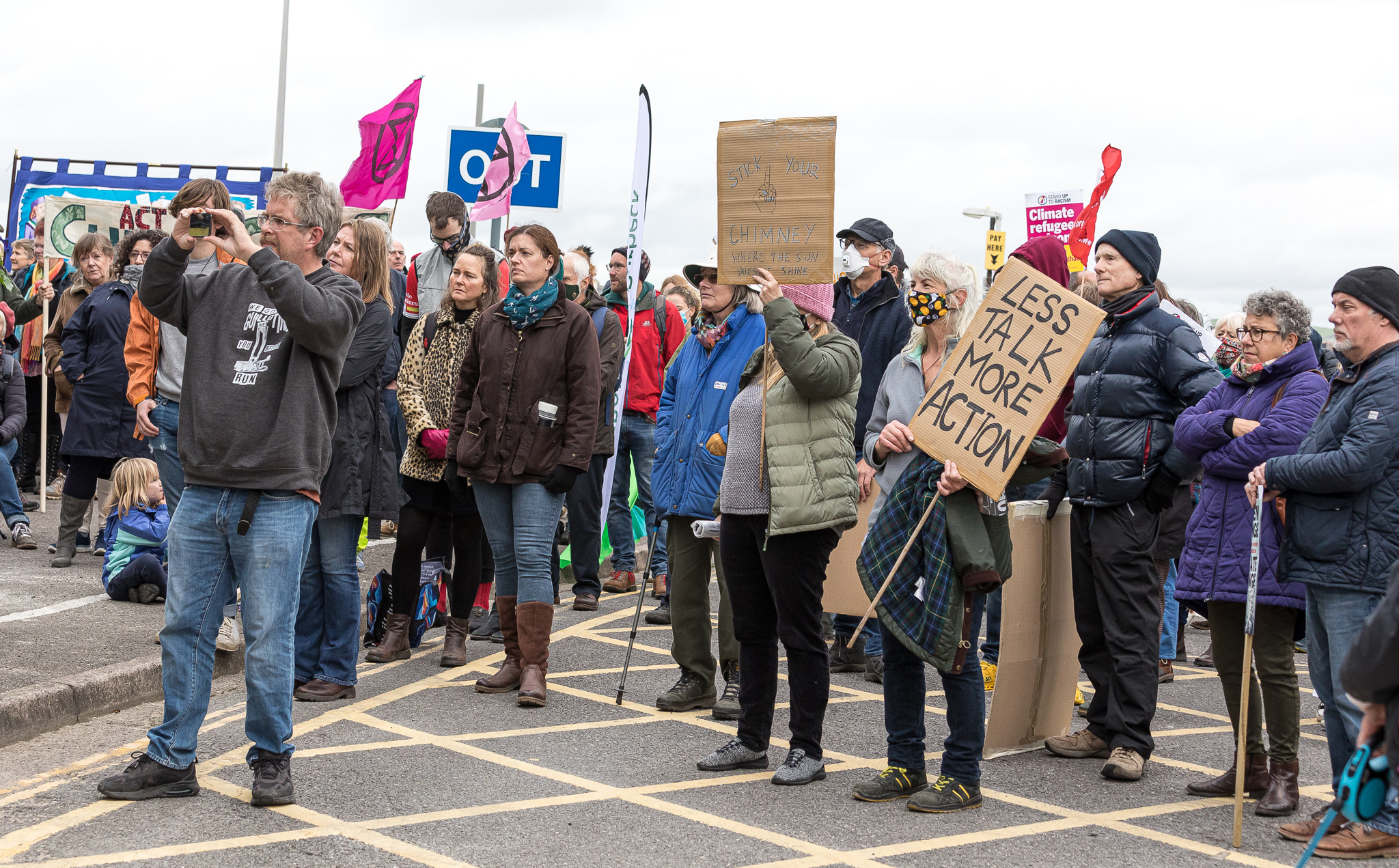
COP26 Coalation Dorset Hub聲援「全球氣候正義行動日」示威活動，在英皇閣周邊舉行。

「氣候大罷課」抗議活動到了11月5日有數千人響應，其中大部分是學童，參與者呼籲要對氣候變化採取更直接、影響更深遠的行動。格拉斯哥市議會和周邊地區多數議會則聲明，如果家長同意並向學校請假，罷課學生就不會被懲處。11月6日BBC報導「全球氣候正義行動日」當天約有10萬人參加了格拉斯哥市的遊行，並組織了有教練群陪同的自行車團隊，便於英國各地參與者跋涉過來共襄盛舉。這是格拉斯哥市自2003年反伊拉克戰爭遊行以來規模最大的抗議活動。警方說倫敦的遊行有1萬人參與，但活動單位說有2萬人響應。《泰晤士報》估計全國參與人數超過200萬。《衛報》則報導英國各地還辦了100場遊行，全球有超過100國總計約300場的抗議活動。
烏干達環保人士Vanessa Nakate和原住民團體在格拉斯哥發表演講，抗議者強調的訴求包括：不能老是優先考慮企業利益，政府官員根本搞不清楚氣候危機有多麼迫在眉睫，也沒有找出根本原因加以解決。參加抗議的還有莫霍克原住民、生態科學家、素食主義者、工會成員和社會主義者等。

### 活動中的討論
由於大會沒有處理好身障人士無障礙環境的問題，以色列能源部長 Karine Elharrar 因交通不便未能參加11月1日的會議。
動保和氣候正義組織「動物顛覆」（Animal Rebellion）批評COP26的菜單不符合永續目標，菜單中將近60%都以肉類和奶製品為主，攤位還供應有高碳排標示的菜餚。COP26 餐飲主管Lorna Wilson則說策略上已經努力落實讓95%食材來自英國本土，只有5%來自國外，以減少碳足跡。菜單上有40%餐點主食是植物，60%則是全素。會議期間也禁用免洗杯和塑膠餐具。
與會者擔心大型產業代表團參加會議及其造成的影響，其中有造成大量污染的公司和財團組織，這些溫室氣體排放大戶是不是要避嫌。

### 批評聲浪
除了格蕾塔·童貝里和Vanessa Nakate，比利時的Eilidh Robb、肯亞的Monicah Kamandau、獅子山的Diaka Salena Koroma也對會議結果加以批評：不能只是承諾，還要更明確的緩解及適應方案；要建立健全機制，促使相關單位對其承諾負責。全國廣播公司商業頻道（CNBC）、BBC、Axios和 CBS新聞揭露了以下幾點：1. 並沒有禁止金融公司對化石燃料業進行投資；2. 對承諾的公開、透明和品質關注可謂付之闕如，徒有數字和金額；3. 到2030年才要結束森林砍伐為時已晚；4. 各國應該要頒布全面的計畫政策來說明如何實現會議目標；5. 會議承諾沒有強制性，也沒有建立懲罰機制，甚至連相關組織該如何「自我約束」的具體內容都沒有。批評人士認為，以上種種爭議都可能讓整場會議變成專開空頭支票的「漂綠」活動。
飽受批評的還有缺少「受害最深的人民與地區」（MAPA）的聲音。西非多哥共和國首都洛美的Kaossara Sani 就是MAPA其中之一，她只好在富比士雜誌發表宣言講述薩赫爾地區的遭遇及她對COP26的批評。
相關領域的研究員和專家也標註了COP26的缺失環節，特別是應對氣候變化的方法、會議結論將導致的災難和公衛問題、以及忽視醫療保健對於整個亞太地區的影響。

### 會議尾聲
氣候行動追蹤組織在11月9日發表報告：在當前政策下，全球氣溫至本世紀末將上升2.7 °C；如果僅實現2030年的承諾，氣溫將上2.4 °C；如果還實現長期目標，氣溫將上升2.1 °C；如果完全實現所宣布的目標，氣溫將上升1.8 °C。然而當前2030年目標還是「完全不夠」。承諾與政策間的落差主因是使用煤炭和天然氣。在評估40個國家（共佔淨零排放能諾縮減量85%）的承諾後，發現這些國家在保證完成一系列目標時，對於實現步驟和方式具有全面觀照並頒布詳細官方計畫政策，只有歐盟、英國、智利和哥斯大黎加（占全球溫室氣體排放量6%）算是「可接受的」。
11月10日報導美國和中國達成一致的減碳排放框架，打算合作減少甲烷使用、逐步淘汰煤炭、加強森林保護。
11月11日「發展中國家志同道合聯盟」（LMDC，由中國、古巴、印度、印尼等24個國家組成）要求大會把草案中的「緩解方案」全部刪除，因為發展中國家和已開發國家狀況不同，期限也該不同。但這個論點被批評為不合邏輯且自亂陣腳，因為這樣惡化下去傷得最重的就是發展中國家的人民。《每日野獸》專文認為這個要求是中國想要扯大會後腿。2019年中國的溫室氣體排放量約佔了全球27%。

## 相关事件

### 马来西亚部长演讲不带翻译

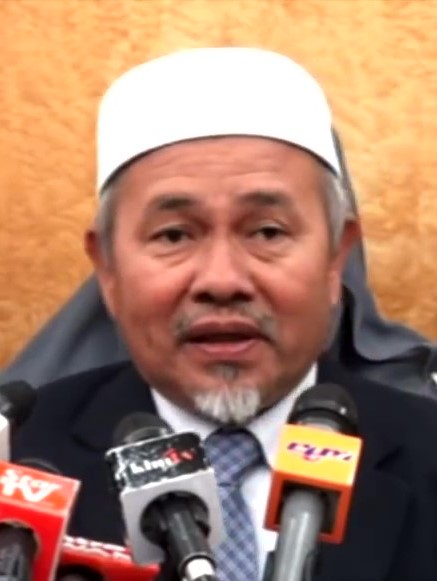
端依布拉欣端曼

2021年11月10日，马来西亚环境及水务部长端依布拉欣端曼在出席气候变化大会上，以马来语向各国致词，引起社会的诟病和异议。一些人认为是因为他不懂英语，但另一方面则称赞他在国际会议上提升了马来语在世界舞台上的地位和捍卫民族语言。端依布拉欣本人则表示他的演讲得到国内的积极回响，国人应为自己的国家语言感到自豪。一个月后，作为民间社会代表团出席会议的环境之友（Sahabat Alam）组织主席美娜拉曼（Meenakshi Raman）向《当今大马》揭露，端依布拉欣的团队并未提供即席翻译，可能导致他国代表听不懂。美娜拉曼强调，使用马来语演讲并没有错，但如果想让其他国家听懂演讲内容，就必须要有自己的翻译。联合国6种官方语言，马来语并不被承认为官方语言，非联合国官方语言国家的领导人发言时，自带翻译或聘请口译服务已成为惯例，联合国也不会提供非官方语言的翻译服务。

## 外部連結
- COP26官方網站 （页面存档备份，存于）
- UNFCCC（聯合國氣候變遷綱要公約） COP26專區 （页面存档备份，存于）
- IPCC（政府間氣候變化專門委員會）氣候報告 （页面存档备份，存于）
- 經濟部2050淨零排放 （页面存档备份，存于）